# 坂本英城
坂本 英城（さかもと ひでき、1972年11月14日 - ）は、日本の作曲家、編曲家、サウンドクリエイター、サウンドプロデューサー。東京都出身。
『龍が如く』シリーズや『討鬼伝』シリーズ、『タイムトラベラーズ』などといったコンピュータゲームの音楽を手掛けてきた。また、アニメ作品『殺戮の天使』や、実写映画『前田建設ファンタジー営業部』など、コンピュータゲーム以外の音楽も手掛けている。
ゲームサウンドを中心に音楽制作を行う株式会社ノイジークローク代表取締役CEOを務めており、ゲーム音楽のコンポーザーを専門に扱うニコニコ生放送番組『おとや』、ノイジークロークが放送しているUstream番組『ノイズなやつら。』の発案・企画・制作・司会も行っている。

## 経歴

### 大学時代まで
1972年に東京都にて生まれる。母親はハワイアン歌手であると同時に、銀座でジャズライブハウスを経営しており、父親はこの店でギタリストとして活動していた人物である。店は夜に営業しており、休業日は日曜日だけだったことに加え、坂本の世話をしていた祖母も仕事を抱えていたため、本人はかぎっ子として育った。坂本は馬波レイとのインタビューの中で、帰宅後に祖母からの手紙と漫画雑誌がテーブルの上に置かれており、それをよく読んでいたと振り返っている。
4歳の時、母親の仕事道具であるアップライトピアノに興味を持ったのを見た母親により、ピアノを習わされる。坂本本人は異性にモテない、すなわち男らしくないという理由から小学校高学年でやめてしまったものの、音楽への興味は尽きず、車で出かけるときは母親が録音したラジオの歌謡曲を流していた。
中学校2年生の時、テレビで見た『ドラゴンクエスト』を見て、3つの音だけで音楽として成り立っていることに衝撃を受け、ピアノで耳コピをして音楽的な面においても画期的であることに気づく。その際、両親にゲーム音楽家になる夢を語るが、理解を得られなかった。翌年、購入したパソコンでプレイした『イースI』の音楽を通じ、作曲者である古代祐三に興味を持つ。高校時代はバンドの一員としてドラマーをしていた。その後、友人に勧められ打ち込みを始める。
高校卒業後は早稲田大学に入学し、音楽とは無縁の西洋文化専修で哲学を専攻する。その中でも坂本は美学の講義を気に入っており、楽曲制作に影響を与えたと馬波とのインタビューの中で振り返っている。また、大学在学中も音楽制作を継続し、槇原敬之にあこがれ、手が届く範囲の機材を購入することもあった。

### ゲーム業界へ
1996年に大学を卒業した頃は、ゲーム業界への注目が集まっており、ゲーム音楽家が人気を集めていた時代だった。坂本は当時人気だった古代や下村陽子らに倣ってゲームメーカーに入社しようとして失敗し、代わりに音楽制作会社に入社した。しかし、音楽制作の仕事はあったものの、雑用ばかりだったため、1年ほどで退社し、フリーランスとして活動することにした。
同時期に、坂本は作曲家としての活動の傍らで、古本屋でのアルバイトを並行しており、店長代理としての経験を通じて経営の知識を学んだと馬波とのインタビューの中で振り返っている。その後、坂本はゲーム開発の知識を得るべく、ゲーム開発会社へアルバイトとして6年間働き、企画やシナリオを手掛ける傍ら、音楽や効果音を担当していた。
26歳の時、PS用ソフト『Juggernaut 戦慄の扉』にて作曲家としてデビューする。坂本はこの作品が転機になったとインサイドとのインタビューの中で話しており、「坂本氏：当時は音声データをWAVやCDメディアで納品できなかったので、DATで納品していたんです。それでゲームでも簡単に音がでるのかと思っていたら、「それじゃ困る」と言われてしまいました。そこで初めてゲームにはゲームの音の鳴らしかたがあると知って、同業者の先輩に[中略]根掘り葉掘り聞いて制作していって。[後略]」と振り返っている。
30歳を過ぎたころ、坂本は音楽で食べることを決意し、一人企業だったノイジークロークの法人化に踏み切る。

### 2010年代
2011年3月30日、ロシアのサンクトペテルブルクにて、自らの代表曲を編曲（いとうけいすけと合同）し、サンクトペテルブルク国立アカデミー交響楽団の演奏を指揮。この模様はUstreamにて放送され話題となる。
2011年5月には『無限回廊 光と影の箱』にて「世界一長いゲームミュージック（ゲーム用書き下ろし楽曲）」（1曲で75分07秒）の作曲家としてギネスワールドレコーズに認定されている。同タイトルでは5日間におよぶレコーディングの模様をUstreamで生中継し話題となる。
2012年3月17日、坂本が中心となって結成されたバンドTEKARUがデビューを果たし、ゲーム音楽とプログレッシブロックを題材としたイベント「ファンタジー・ロック・フェス2012」にてデビューライブを行う。同時にファーストアルバム『TEKARU TECHNICAL』、同年9月にはセカンドアルバム『TEKARU MECHANICAL』をリリース。11月には初のワンマンライブ『歳末ヒロイン！TEKARU踊り喰い』を開催。このライブは来場者が自由に撮影・録画・録音できるというゲームミュージックのライブとしては画期的なものであった。
2012年12月1日、琉球フィルハーモニー管弦楽団の「ゲーム音楽ディレクター／指揮者」に就任。
2014年3月21〜22日、沖縄県浦添市てだこホールにて『沖縄ゲームタクト2014』を主催。おとやに出演したゲームアーティストを含む20名以上のゲームアーティストを招致し、様々なゲーム音楽をオーケストラ演奏するコンサートを実施。有志により構成された「ゲームタクトオーケストラ」と琉球フィルハーモニックチェンバーオーケストラ「イオ」、そして作曲をしたアーティスト自身も業界の垣根を超えて演奏・コーラス等に加わる大規模かつ迫力のあるステージとなった。坂本はTEKARUとしての参加の他、『タイムトラベラーズ』の楽曲の演奏において指揮を行った。
2014年7月、富山と新潟で行われたFantasy On Ice 2014にて、羽生結弦がサラ・オレインとのコラボレーションにより、坂本英城作編曲の「The Final Time Traveler」（『タイムトラベラーズ』）にて滑走、大きな話題となる。
2014年9月、「ファンとの交流を通じてゲーム音楽を文化に昇格させるための積極的取組み」が評価され、CEDEC AWARDS 2014のサウンド部門で最優秀賞を個人で受賞。同月、PRESS STARTに出演し、「討鬼伝」および「討鬼伝 極」の中から計5曲が演奏された。

## 制作環境
坂本は馬波とのインタビューの中で、使用機材について、「[前略]電子ピアノとCubase、Waves Mercury、あとはVIENNA、Ivory II、Native InstrumentsやSpectrasonicsなどのスタンダードな音源をインストールしたPCだけ。」と説明している。坂本は自分の仕事の大半がオーケストラでのレコーディングであるため、MIDIデータを記録できる装置さえあればよいと話しており、「自分では手に負えないな，というジャンルの仕事をいただいたときには社内のセンス溢れる若いスタッフにマニピュレートを任せてしまうほうが良いものが出来上がる。うちのスタッフはびっくりするくらいみんな優秀で，それぞれの得意分野を活かすディレクションをするのが僕の仕事でもあります。」とも話している。

## 主な作品

### ゲームソフト（作編曲）
- マリオ&ルイージRPG ブラザーシップ! (2024年・Switch)
- クレヨンしんちゃん『炭の町のシロ』 (2024年・Switch)
- なつもん！ ２０世紀の夏休み (2023年・Switch)
- takt op. 運命は真紅き旋律の街を (2023年・iOS / Android)
- BLUE PROTOCOL (2023年・PC / XSX / PS5)
- 新信長の野望 (2023年・iOS / Android)
- ALTAIR BREAKER(2022年・Meta Quest / Steam)
- RPGタイム!〜ライトの伝説〜(2022年・XONE/ XSX / MSストア / Switch / PS4 / Steam )
- ウインドボーイズ！ (2021年・iOS / Android / PC)
- 機動戦士ガンダム 戦場の絆Ⅱ(2021年・Arcade)
- クレヨンしんちゃん「オラと博士の夏休み」～おわらない七日間の旅～(2021年・Switch)
- 三國志14 (2020年・PS4 / PC)[1]
- Alice Closet (2019年・iOS / Android / PC)
- トロとパズル〜どこでもいっしょ〜 (2019年・iOS / Android)
- シンゾウアプリ (2019年・iOS / Android)[15]
- 大乱闘スマッシュブラザーズ SPECIAL  (2018年・Switch)※メインテーマ「命の灯火」を作編曲
- プレカトゥスの天秤 (2018年・iOS / Android)
- NARUTO TO BORUTO シノビストライカー (2018年・PS4)
- ドールズオーダー (2018年・iOS / Android)
- V!勇者のくせになまいきだR(2017年・PS4)
- Airtone (2017年・VR)
- anywhereVR (2016年・PS4)
- ぐるモン (2016年・iOS / Android)
- 文豪とアルケミスト (2016年・PC)
- 討鬼伝2 (2016年・PS4/PS3/PSV)
- くまぱら (2016年・iOS / Android)
- 将棋RPG つめつめロード (2016年・iOS / Android)
- 予言者育成学園 Fortune Tellers Academy (2016年・iOS / Android)
- モンスターストライク (2015年・3DS)
- 薄桜鬼 風の章 (2015年・PSV)
- かくりよの門 (2014年・PC)
- 大乱闘スマッシュブラザーズ for Nintendo 3DS / Wii U (2014年・3DS/Wii U)
- オメガクインテット (2014年・PS4)
- 討鬼伝 極 (2014年・PSP/PSV)
- 討鬼伝 (2013年・PSP/PSV)
- 怪獣が出る金曜日 (2013年・3DS)
- えちゃんねる〜NEW ペイントパーク〜(2013年・PSV)
- タイムトラベラーズ(2012年・3DS/PSP/PSV)[16]
- 真かまいたちの夜 11人目の訪問者（サスペクト） (2011年・PS3/PSV)
- ラグナロク〜光と闇の皇女〜 (2011年・PSP)
- Dance Dance Revolution シリーズ(2010年〜・アーケード等)
- 無限回廊 光と影の箱(2010年・PS3)
- TRICK×LOGIC(2010年・PSP)
- 龍が如く4(2010年・PS3)
- 勇者のくせになまいきだ:3D(2010年・PSP)
- 100万トンのバラバラ(2010年・PSP)
- Walk It Out!(2010年・Wii(北米))
- ポケモン不思議のダンジョン 空の探検隊(2009年・DS)
- 龍が如く3(2009年・PS3)
- 428 〜封鎖された渋谷で〜(2008年・Wii)
- AQUANAUT'S HOLIDAY -隠された記録-(2008年・PS3)
- 無限回廊 序曲(2008年・PS3)
- 無限回廊(2008年・PSP)
- 龍が如く 見参!(2008年・PS3)
- 放課後少年(2008年・DS)
- ポケモン不思議のダンジョン 時の探検隊・闇の探検隊(2007年・DS)
- 龍が如く2(2006年・PS2)
- 忍道 焔(2006年・PSP)
- 忍道 戒(2005年・PS2)
- ぷくぷく天然かいらんばん～ようこそ!イリュージョンランドへ～(2004年・GBA）
- ぷくぷく天然かいらんばん ～恋のキューピッド大作戦～(2004年・GBA）
- 冒険遊記プラスターワールド  (2003年・GBA)
- Dr.リンにきいてみて! 恋のハッピーフォーシーズン(2002年・PS）
- ぷくぷく天然かいらんばん(2002年・GBA）
- 鋼鉄の咆哮 ウォーシップコマンダー (2001年・PS2）OP/ED音響制作
- ZOIDS 帝国VS共和国 メカ生体の遺伝子（2000年・PS）[17]
- ジャガーノート 戦慄の扉(1998年・PS)[5]

### アニメ（作編曲）
- 文豪とアルケミスト 〜審判ノ歯車〜(2020年)
- 殺戮の天使(2018年)
- モンスターストライク(2015年)

### 映画（作編曲）
- 劇場版 マーダー★ミステリー 探偵・斑目瑞男の事件簿 鬼灯村伝説 呪いの血(2024年)
- 前田建設ファンタジー営業部(2020年)[18]
- 映画 妖怪学園Y 猫はHEROになれるか(2019年) - OP主題歌のみ
- 女流棋士の春(2016年)[19]

### 舞台（作編曲）
- 文豪とアルケミスト 嘆キ人ノ廻旋(2022年)

- 文豪とアルケミスト 捻クレ者ノ独唱(2022年)

- 舞台版 『マーダー ミステリー ～探偵・斑目瑞男の事件簿～』(2021年)

- 文豪とアルケミスト 綴リ人ノ輪唱(2020年)
- 文豪とアルケミスト 異端者ノ円舞(2019年)
- 文豪とアルケミスト 余計者ノ挽歌(2019年)[20]
- 人狼TLPT FLAG(2017年)
- 人狼TLPT Ragnarok STAGE(2016年)

### CD・配信
- ISEKAI - Anime & Video Game Muse(2025年)
- なつもん! 20世紀の夏休み オリジナルサウンドトラック(2023年)
- 文豪とアルケミスト 音樂大全集(2023年)
- TVアニメ「文豪とアルケミスト ~審判ノ歯車~」劇伴音樂集(2020年)
- 映画『前田建設ファンタジー営業部』オリジナル・サウンドトラック(2020年)
- タイムカプセル(2019年)
- プレカトゥスの天秤 Original Soundtrack(2019年)
- Shout(2018年)
- ドールズオーダー オリジナル・サウンドトラック(2018年)
- 文豪とアルケミスト オーケストラ演奏會(2018年)
- V!勇者のくせになまいきだR 新世界カンタービレ(2017年)
- 文豪とアルケミスト ピアノ独奏音樂集(2017年)
- 真・女神転生 DEEP STRANGE JOURNEY真・女神転生25周年記念スペシャルボックス レアサントラ＆メモリアルアレンジトラックス(2017年)
- 文豪とアルケミスト 劇伴音樂集(2017年)
- ANIMA(2017年)
- 女流棋士の春(2016年)
- ハチミツ味のしあわせ(2016年) ※「くまぱら」主題歌フルバージョン
- 人狼TLPT サウンドトラック vol.3「ラグナロクステージ」(2016年)
- アルティメット人狼のテーマ(2016年)
- かくりよの門 オリジナル・サウンドトラック(2015年)
- f(2015年)
- TEKARU HECTOPASCAL(2015年)
- SARAH(2014年)
- 討鬼伝 極 オリジナル・サウンドトラック(2014年)
- Hideki Sakamoto Trio(2014年)
- 討鬼伝 オリジナル・サウンドトラック(2013年)
- レムルローズの魔女(2013年)
- 怪獣が出る金曜日 オリジナル・サウンドトラック(2013年)
- セレステ(2012年) - サラ・オレインのファーストアルバム。The Final Time Travelerが収録されている。
- TEKARU MECHANICAL(2012年)
- タイムトラベラーズ オリジナルサウンドトラック(2012年)
- TEKARU TECHNICAL(2012年)
- 真かまいたちの夜 11人目の訪問者（サスペクト） オリジナルサウンドトラック(2011年)
- 坂本英城オーケストラ作品集(2011年)
- 悪魔城ドラキュラ トリビュート(2011年)
- 無限回廊 光と影の箱 ア サウンドトラック(2010年)
- ダライアスバースト リミックス ワンダーワールド(2010年)
- 勇者のくせになまいきだ:3D ジャイアント・リサイタル(2010年)
- 100万トンのバラバラ オリジナルサウンドトラック(2010年)
- 銃声とダイヤモンド オリジナルサウンドトラック(2009年)
- 龍が如く3 オリジナルサウンドトラック(2009年)
- 428 〜封鎖された渋谷で〜 オリジナルサウンドトラック(2009年)
- 悪魔城ドラキュラ ジャッジメント オリジナルサウンドトラック(2009年)
- AQUANAUT’S HOLIDAY -隠された記録- オリジナルサウンドトラック(2008年)
- 無限回廊 オリジナルサウンドトラック(2008年)
- 龍が如く 見参! オリジナルサウンドトラック(2008年)
- 龍が如く・龍が如く2 オリジナルサウンドトラック(2007年)
- 忍道 戒 戦乱序曲(2005年)